# 拉沙佩勒圣吕克
拉沙佩勒圣吕克（法語：La Chapelle-Saint-Luc，法語發音：[la ʃapɛl sɛ̃ lyk]），法国东北部城市，大东部大区奥布省的一个市镇，隶属于特鲁瓦区，其市镇面积为10.48平方公里，2022年1月1日时人口数量为12,603人，是该省人口第三多的市镇，在法国城市中排名第809位。
拉沙佩勒圣吕克位于奥布省中部，省会特鲁瓦市区北侧，是特鲁瓦的一个近郊卫星城。

## 地名来源
“La Chapelle-Saint-Luc”一名的来源及含义均尚有待考证。

## 历史
拉沙佩勒圣吕克的早期历史尚不清楚。根据当地官方网站的论述，拉沙佩勒圣吕克最初于公元1147年被记载。中世纪中后期，拉沙佩勒圣吕克长期为一处普通农业聚落，当地有一处领主宫和一座磨坊。法国大革命后，拉沙佩勒圣吕克成为奥布省的一个市镇。工业革命期间，多条途经拉沙佩勒圣吕克境内的铁路建成，当地出现了多个工业部门。自19世纪末以来，得益于特鲁瓦的城市扩张，拉沙佩勒圣吕克境内人口数量逐年增加，成为特鲁瓦附近的重要卫星城。1963年，拉沙佩勒圣吕克境内建成了首个城市优先发展街区。

## 地理

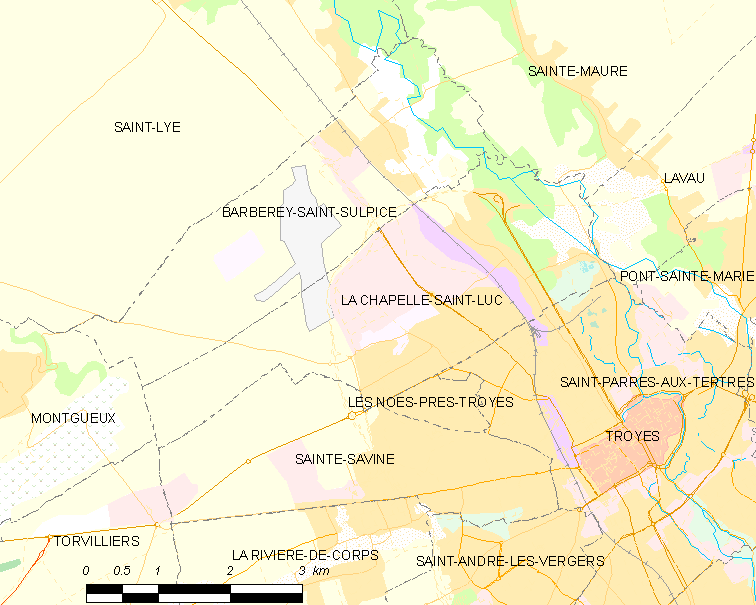
拉沙佩勒圣吕克市镇范围地图

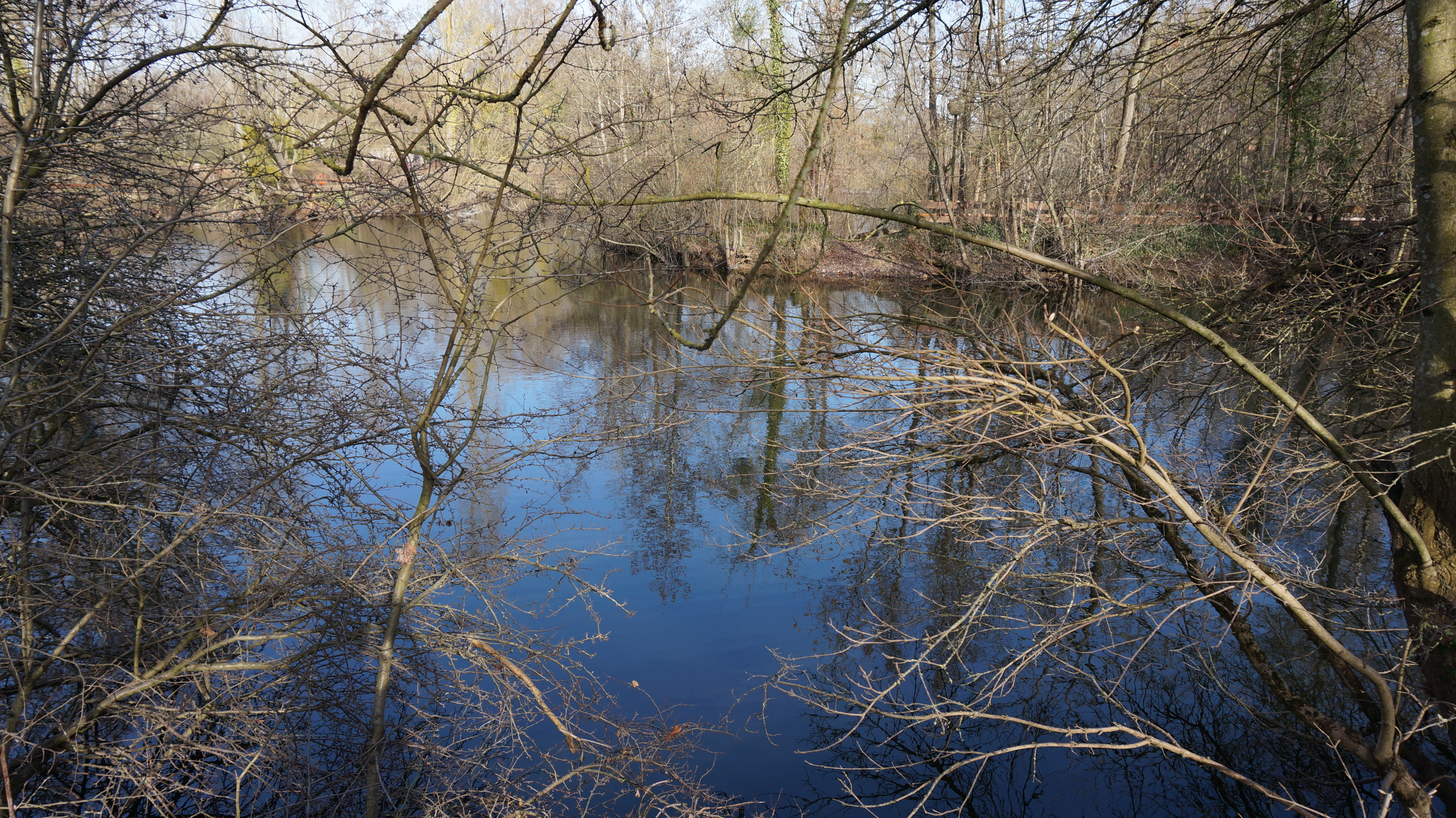
富西水塘

拉沙佩勒圣吕克位于法国中北部偏东，大东部大区西南部和奥布省中部，距离省会特鲁瓦市中心大约3公里。与拉沙佩勒圣吕克接壤的市镇包括：巴尔伯雷-圣叙尔皮斯、拉沃、蒙格、圣莫尔、圣萨维娜、托尔维利耶、特鲁瓦附近莱诺和特鲁瓦。

### 地形
拉沙佩勒圣吕克位于白垩香槟地区，境内以平原为主，市镇中心地势较为平坦，市镇范围西部边缘地势较高，全境海拔在98到164米之间。

### 水文
拉沙佩勒圣吕克位于塞纳河流域范围内，其干流自东南向西北流经市镇东界，其左岸支流努罗贝尔河（Le Noue Robert）亦流经其境内，另有人工开凿的圣艾蒂安运河从塞纳河左岸与之平行通过。塞纳河岸的富西水塘（Étang de Fouchy）是当地的一处湿地。

### 植被
拉沙佩勒圣吕克属于温带阔叶混交林区，林地多分布于河流附近及坡地地带，市区西部的里昂草地公园（parc des Prés de Lyon）是当地的一处城市绿地。
在鲜花城市的评比中，拉沙佩勒圣吕克被评为3星级鲜花城市。

### 气候
拉沙佩勒圣吕克在柯本气候分类法中属于带有一定大陆性气候特征的温带海洋性气候（Cfb）。

## 行政区划
拉沙佩勒圣吕克的市镇编号为10081，邮政编号为10600。
在行政管理方面，拉沙佩勒圣吕克隶属于法国大东部大区奥布省特鲁瓦区；在地方选举方面，拉沙佩勒圣吕克隶属于特鲁瓦第三县，其市镇范围全境被划入奥布省第三选区；在社会管理方面，拉沙佩勒圣吕克是特鲁瓦香槟都会城市圈公共社区的组成部分。
拉沙佩勒圣吕克市镇被划为三个街区，并实行街区自治制度。截至2024年9月，拉沙佩勒圣吕克市镇范围内的尚特雷涅-蒙维利耶-博托卡（Chantereigne Montvilliers Beau-Toquat）街区为城市政策优先街区。
法国国家统计与经济研究所（简称“INSEE”）在进行数据统计时，将拉沙佩勒圣吕克及相邻的另外17个市镇设为特鲁瓦城市核心区，并将包括核心区在内的周边共147个市镇划为特鲁瓦城市区。自2020年起，特鲁瓦城市区被包含209个市镇的特鲁瓦城市辐射区代替。此外，INSEE还将拉沙佩勒圣吕克市镇分为了7个“块区”（IRIS），以便于统计人口分布情况。

## 交通

### 公路
奥布省省道D20线、D60a线、D319线和D610线（特鲁瓦环城路）在拉沙佩勒圣吕克境内交汇。
2021年，68.2%的拉沙佩勒圣吕克家庭拥有至少一辆私人汽车。2022年，拉沙佩勒圣吕克境内共发生各类交通事故19起，造成1人遇难，22人受伤，其中4人重伤。
| 20 | 9 |

| 特鲁瓦 | 2.9 |

| 塞纳河畔罗米伊 | 36 |

| 拉里维耶尔德科尔 | 5 |

### 铁路
拉沙佩勒圣吕克位于巴黎—米卢斯铁路上，原有的拉沙佩勒圣吕克站已废弃。
距离拉沙佩勒圣吕克最近的运营中的客运铁路车站为2.6公里外的特鲁瓦站，该站停靠往返于巴黎和米卢斯之间的区域列车，另有部分车次可直通第戎。

### 航空
拉沙佩勒圣吕克距离香槟沙隆（巴黎-瓦特里）机场的公路里程大约64公里。

### 城市公共交通
拉沙佩勒圣吕克是特鲁瓦城市公共交通（商业名称为）的服务覆盖范围。截至2024年9月，该系统共包括数十条公交线路，其中2路、3路、6路、11路、22路、24路、27路和36路经过拉沙佩勒圣吕克。

## 政治

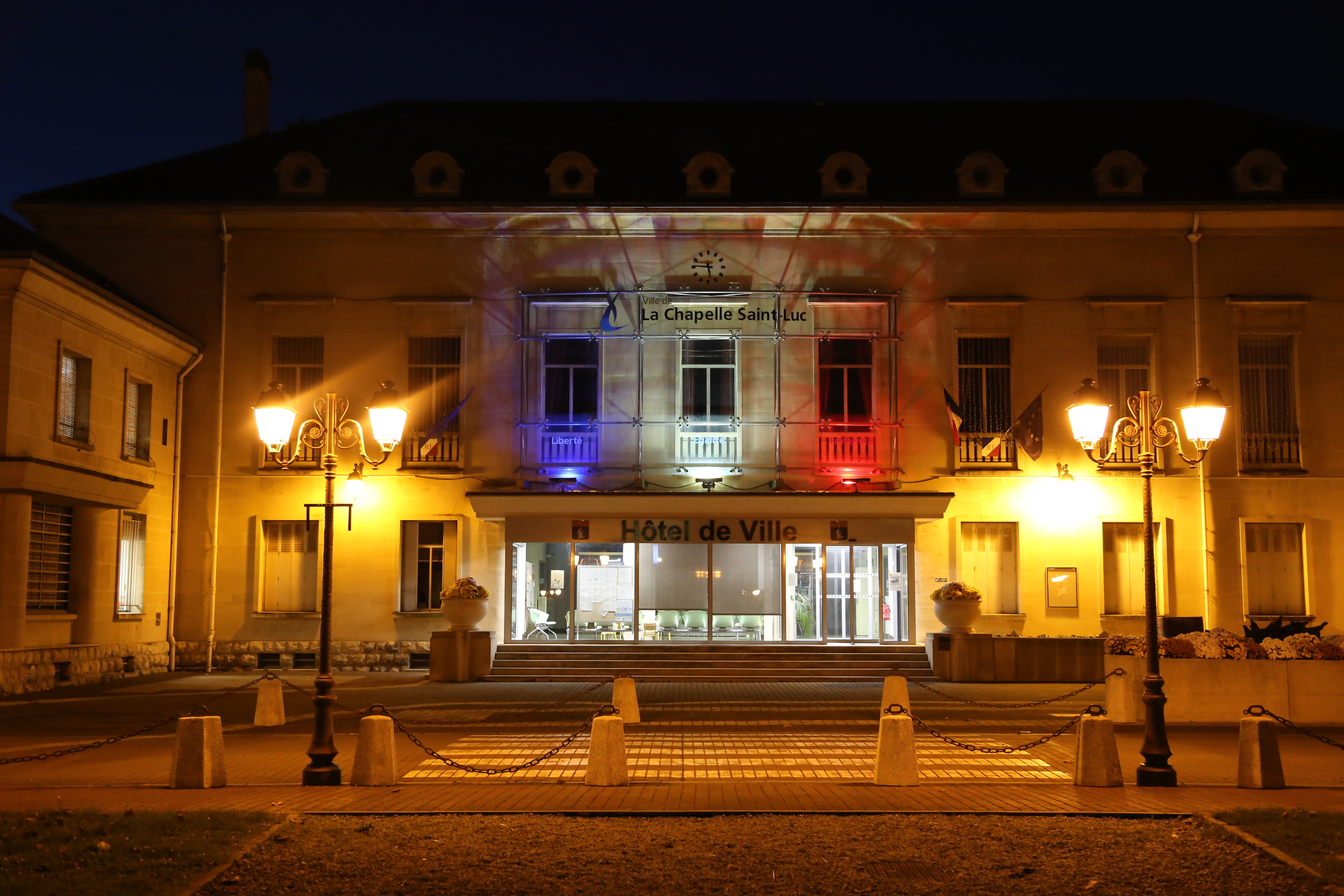
拉沙佩勒圣吕克市政厅夜景

拉沙佩勒圣吕克的现任市长为奥利维耶·吉拉尔丹先生（Olivier GIRARDIN），他是一名左翼无党派人士，在2020年的市政选举中获得了68.79%的支持率。
在2022年的法国总统大选的第二轮选举中，法国第25任总统埃马纽埃尔·马克龙在拉沙佩勒圣吕克获得了59.6%的支持率。

## 人口
2021年，拉沙佩勒圣吕克市镇人口数量为12,299，在法国排名第809位。其中男性5,849人，女性6,450人，75岁及以上人口占8.5%，外籍人口数量为2,258人，人口密度为1,174人/平方公里，当地居民被称为（男性）或（女性）。2022年，拉沙佩勒圣吕克境内出生203人，死亡人口118人。
| 拉沙佩勒圣吕克1901年－2021年人口变化情况 |
|                                          |
| 数据来源：Cassini、INSEE                 |

## 经济

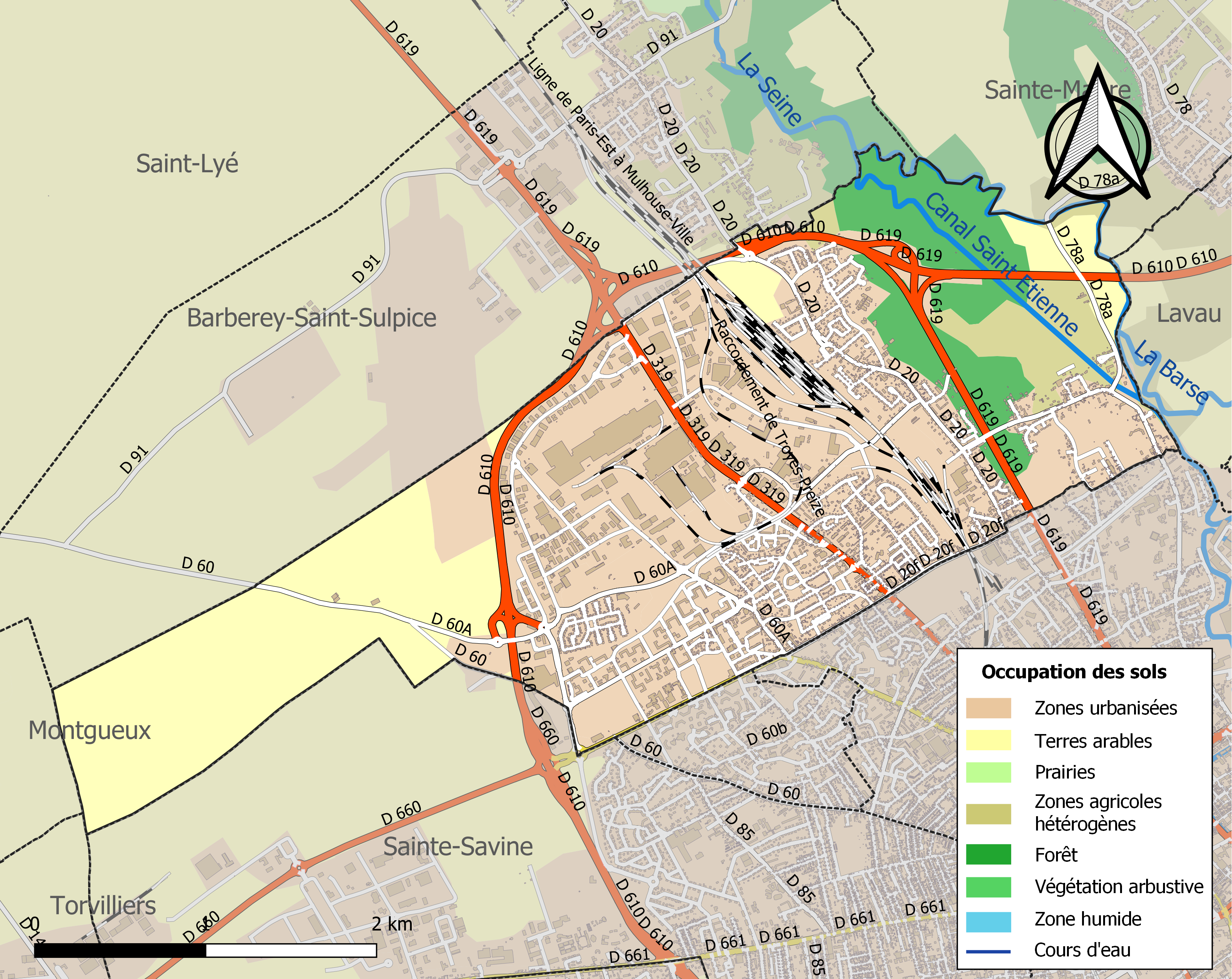
拉沙佩勒圣吕克土地利用情况地图

截至2024年9月，拉沙佩勒圣吕克市镇范围内共有各类用人单位（包含自雇）1,398家，平均历史为15年，其中98.96%为中小型企业（PME），2024年7月至9月间，当地的经济活力指数为0。（汽车配件生产）、（汽车销售）及（汽车销售）是当地2022年已公布营业额最高的三个企业，分别为54,984,765欧元、33,879,227欧元和28,289,461欧元。

## 财政与居民收入
2022年，拉沙佩勒圣吕克的财政收入总额为20,478,100欧元，财政支出总额为18,945,700欧元，当年的债务总额为10,629,200欧元。2022年，拉沙佩勒圣吕克市镇通过增值税获得197,990欧元的收入，此外当地还共获得了828,670欧元的国家直接财政补助。
| 拉沙佩勒圣吕克居民收入情况                       | 拉沙佩勒圣吕克居民收入情况 | 拉沙佩勒圣吕克居民收入情况 | 拉沙佩勒圣吕克居民收入情况 |
| 内容                                             | 拉沙佩勒圣吕克             | 法国                       | 统计年份                   |
| ------------------------------------------------ | -------------------------- | -------------------------- | -------------------------- |
| 征税家庭总数                                     | 4,913                      | 1,081（法国市镇平均）      | 2022年                     |
| 居民平均月收入                                   | 1,877欧元                  | 2,435欧元                  | 2022年                     |
| 高级职员人均月收入                               | 3,350欧元                  | 4,331欧元                  | 2021年                     |
| 中级职员人均月收入                               | 2,248欧元                  | 2,470欧元                  | 2021年                     |
| 普通职员人均月收入                               | 1,625欧元                  | 1,801欧元                  | 2021年                     |
| 贫困率                                           | 37%                        | 14.5%                      | 2020年                     |
| 青壮年（15至64岁）失业率                         | 26.0%                      | 7.4%                       | 2020年                     |
| 征税家庭数量占比                                 | 26.9%                      | 45.5%                      | 2020年                     |
| 家庭年均纳税                                     | 1,883欧元                  | 4,393欧元                  | 2022年                     |
| 资料来源：INSEE、L'Internaute、Le Journal du Net |                            |                            |                            |

## 社会事务

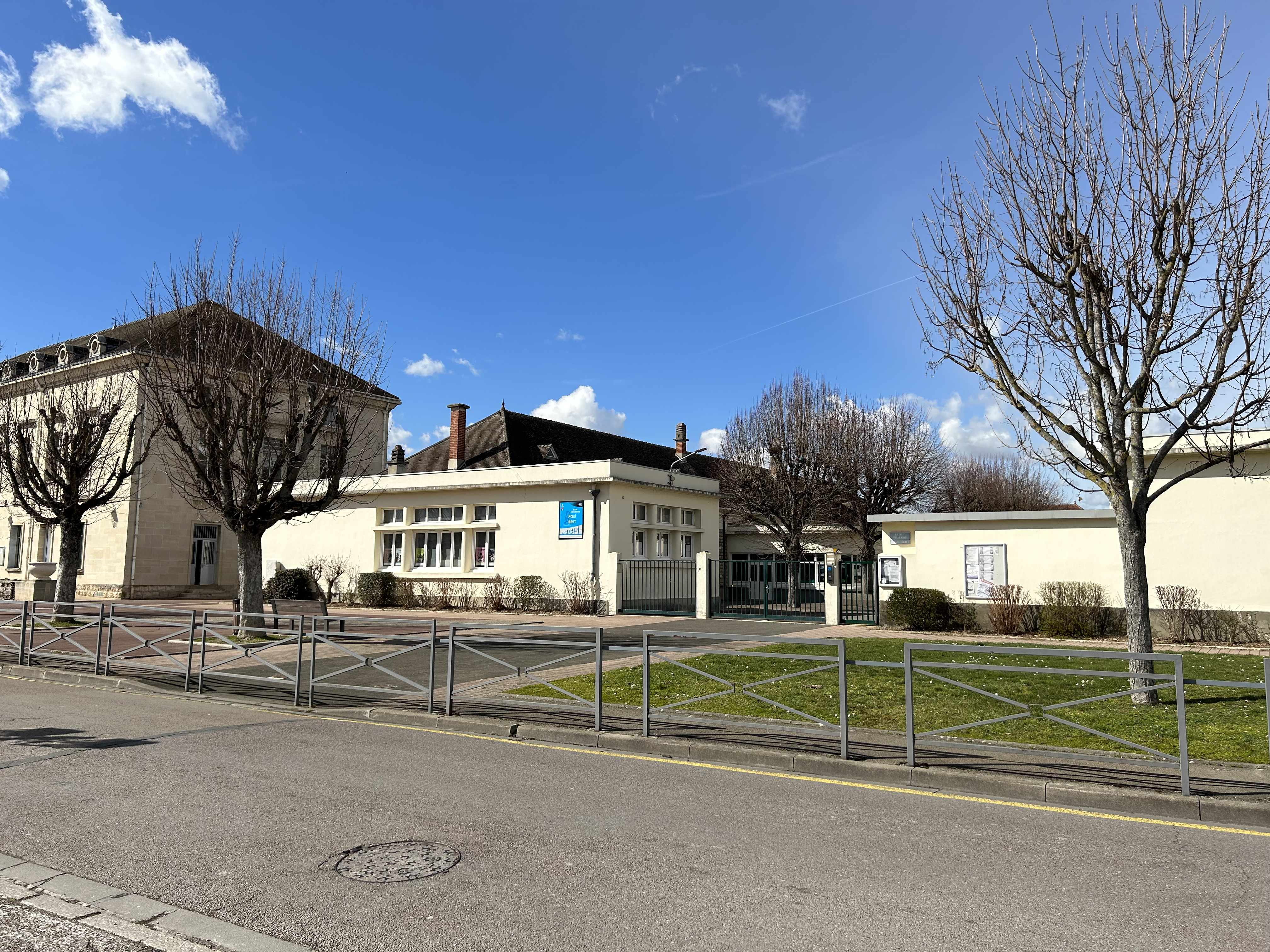
拉沙佩勒圣吕克镇中心的保罗·贝尔小学

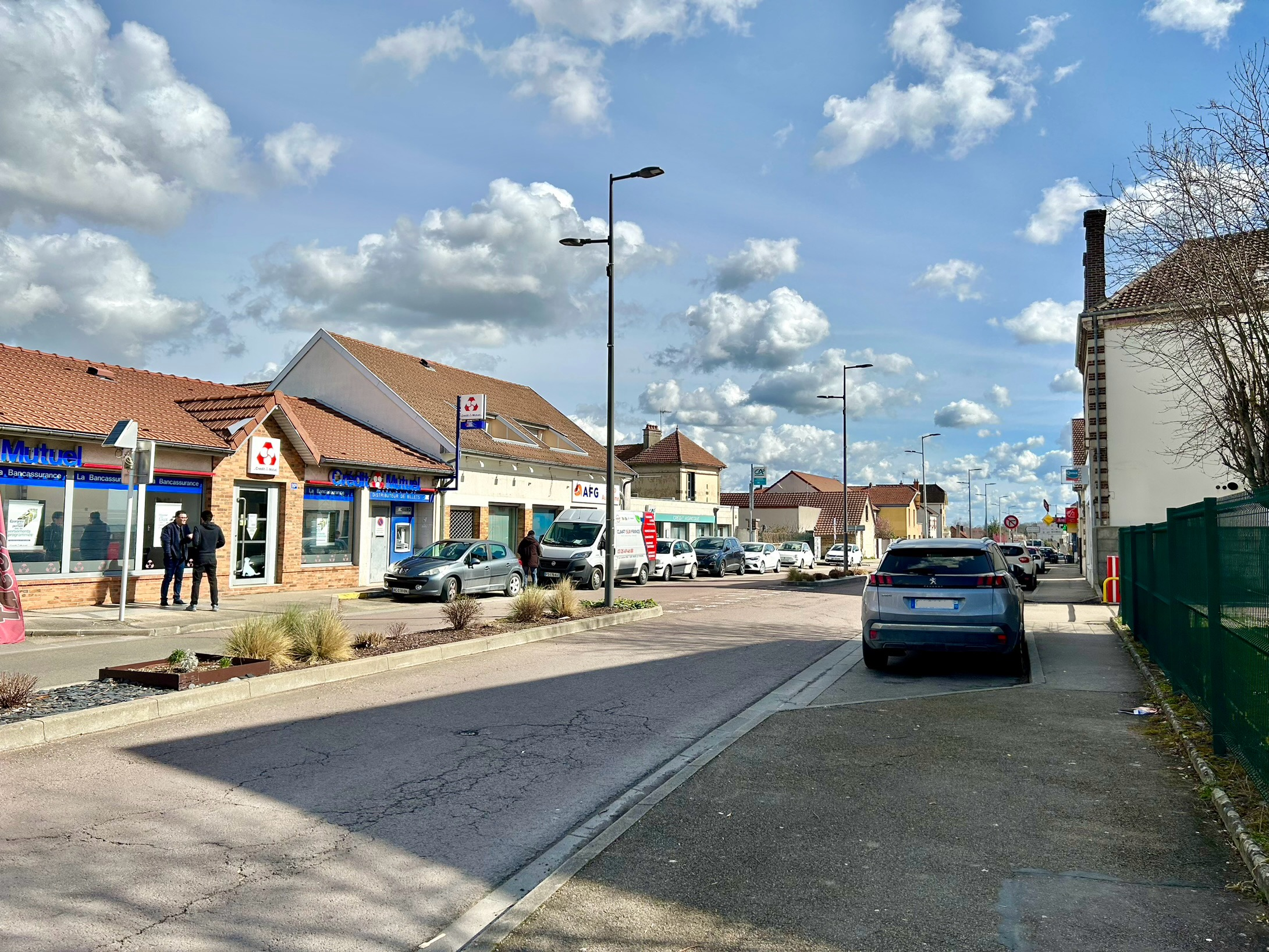
罗歇·萨朗格罗大街

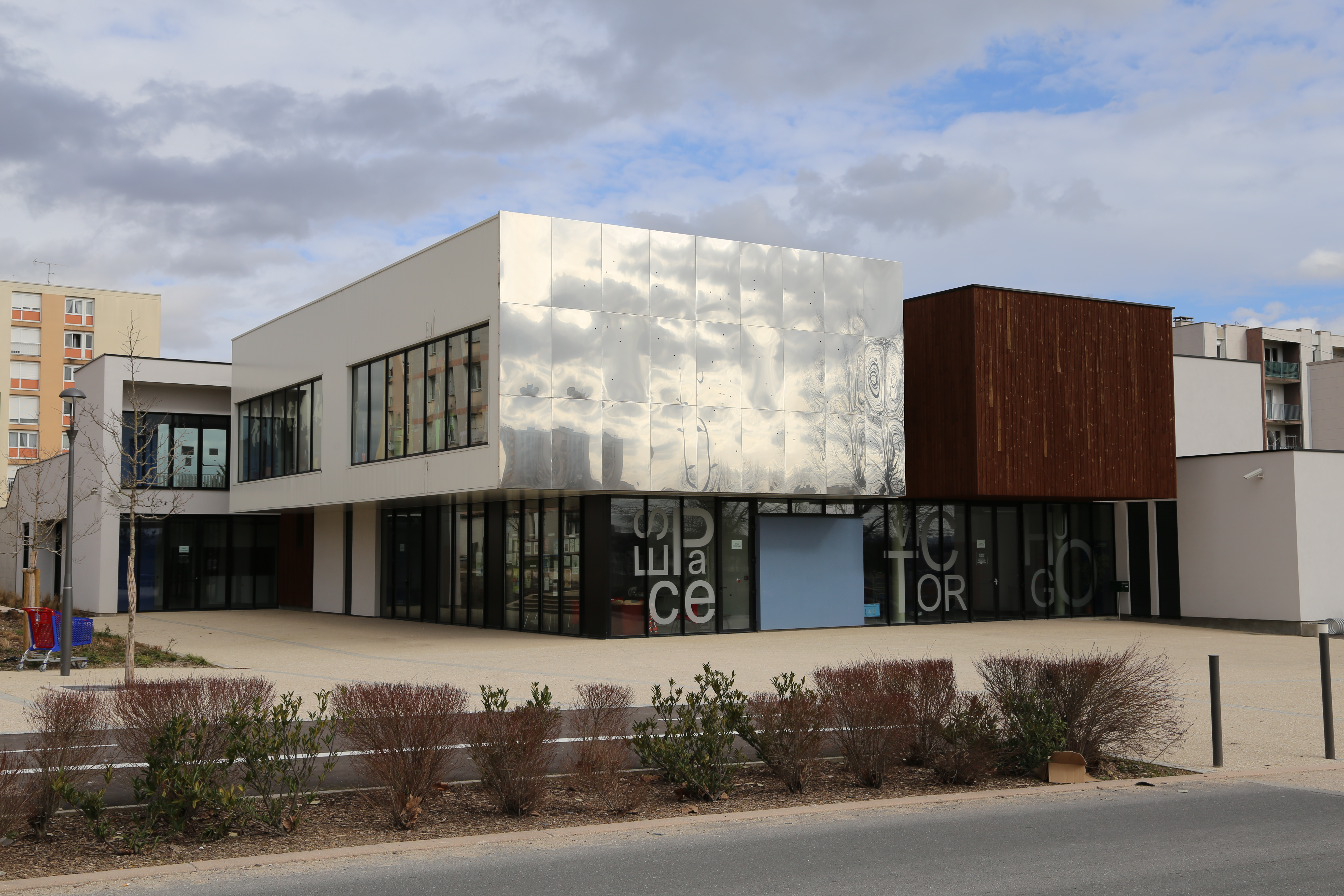
维克多·雨果社区活动中心

### 教育
拉沙佩勒圣吕克属于兰斯学区。截至2023年1月1日，拉沙佩勒圣吕克境内共有6所幼儿园、5所小学和2所初级中学。2022至2023学年度，拉沙佩勒圣吕克境内共有在校中等教育阶段学生1,101名。

### 医疗
截至2023年1月1日，拉沙佩勒圣吕克境内共有全科医生13名、保健师2名、牙医2名、护士14名、眼科医生1名、皮肤科医生1名、助产士2名、儿科医生2名和妇科医生1名。境内共有药房5家、养老院1家、残疾人帮扶中心1家。
距离拉沙佩勒圣吕克最近的区域性医疗机构为特鲁瓦中心医院（Centre Hospitalier de Troyes），其主病区西蒙娜·韦伊医院（Hôpital Simone Veil）位于特鲁瓦市区南部，距离拉沙佩勒圣吕克市区的正常车程大约11分钟，该院设有床位627个，是奥布省规模最大的公立综合性医院。

### 住房
2021年，拉沙佩勒圣吕克境内共有各类住房5,633套，其中34.9%为独立式住宅，65.0%为集中式住宅。常住房屋占拉沙佩勒圣吕克市镇范围内居民建筑总量的93.0%。
在住房保障政策方面，2023年，拉沙佩勒圣吕克境内共有3,475户家庭获得了家庭津贴补助，受益人数占总人口数量的28.3%，其中2,120份为房租补助。

### 商业
2021年，拉沙佩勒圣吕克境内共有各类实体商铺249家，其中餐厅24家、大型超市2家、杂货店5家、面包房7家、肉铺2家、书店2家、装饰品店3家、银行门店4家、美容美发店14家、汽车维修店33家。拉沙佩勒圣吕克镇西部建有大型商业中心，有家乐福、Bricorama等商场。

### 体育
2023年，拉沙佩勒圣吕克境内共有1家游泳池、5间体育馆、3座综合体育场、1处网球场、4处足球或橄榄球场以及4处篮球或排球场。
截至2024年9月，拉沙佩勒圣吕克境内共有五家注册足球俱乐部。拉沙佩勒竞技体育俱乐部，编号509242）是当地的代表性足球队，成立于1942年，其主队2024至2025赛季参加大东部大区足球联赛乙组（法国第七级别），其主场为吕西安·皮内体育中心（Complexe Sportif Lucien Pinet）。

### 环境
拉沙佩勒圣吕克的环境事务由其所属的特鲁瓦香槟都会城市圈公共社区联合各级政府协调负责。2021年，拉沙佩勒圣吕克境内共有7家污染企业。

### 治安
拉沙佩勒圣吕克及其附近的共11个市镇是特鲁瓦警区（zone police de Troyes）的管辖范围。2020年，该警区累计记录各类案件6,739起，其中盗窃类案件3,122起，经济类案件1,017起，毒品交易类案件358起。

## 文化

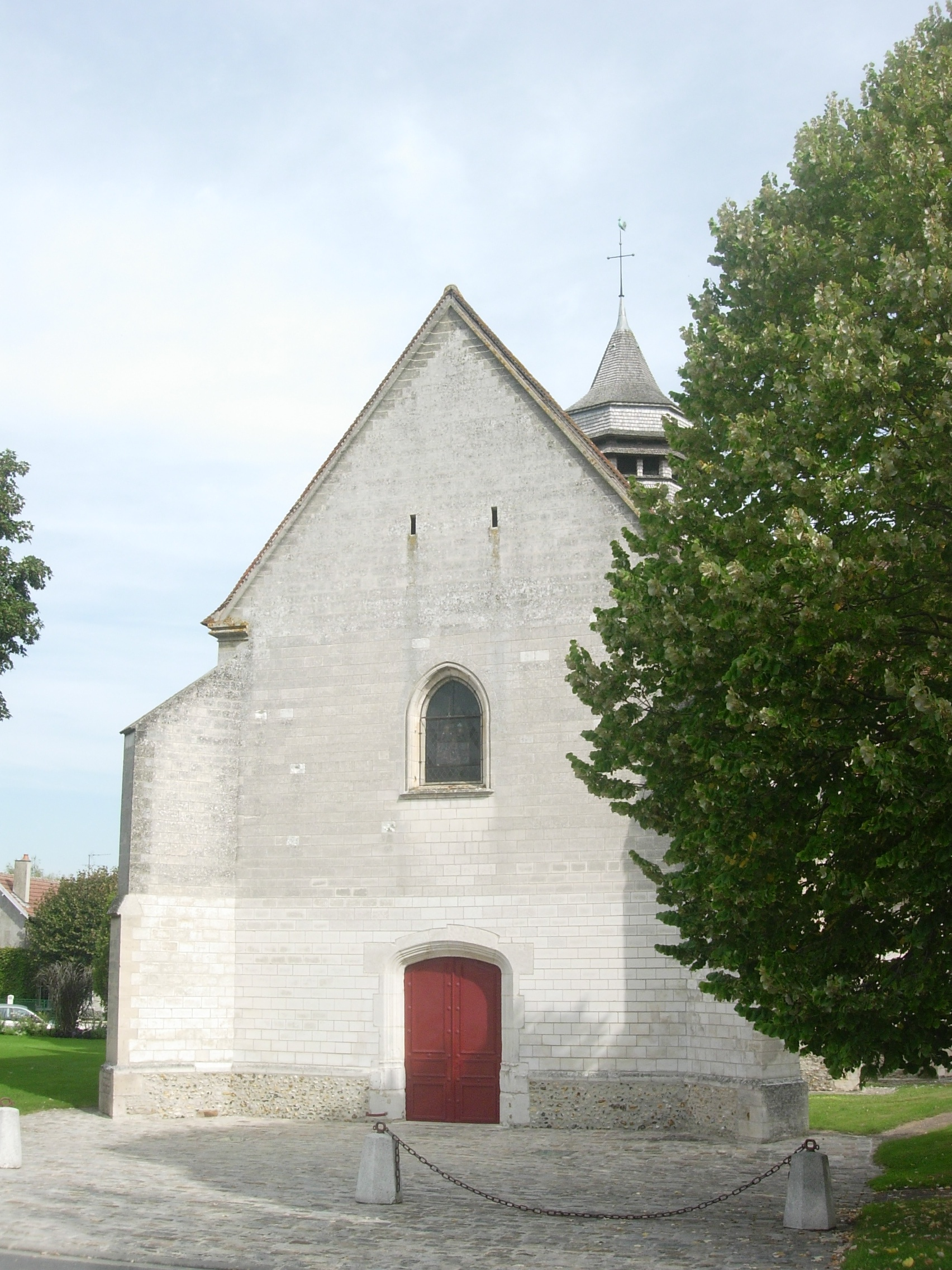
圣吕克教堂

2021年，拉沙佩勒圣吕克境内暂无任何文化设施。拉沙佩勒圣吕克境内建有艾莉亚那·沙尔蒂多媒体中心（Médiathèque Éliane CHARTIE），每周二至六向公众开放。

### 建筑
拉沙佩勒圣吕克境内有多处历史建筑，其中圣吕克教堂为法国国家文物保护单位。

### 旅游
拉沙佩勒圣吕克的旅游事务由其所属的特鲁瓦香槟都会城市圈公共社区联合各级政府协调负责。2024年，拉沙佩勒圣吕克境内共有3家酒店共计145间房间。

### 媒体
法国主要的媒体均可在拉沙佩勒圣吕克接收，法国电视三台下属的大东部大区频道在部分时段播出拉沙佩勒圣吕克所在奥布省的地方新闻。Canal 32电视台、香槟广播、蓝色法兰西香槟-阿登广播、《东部光明报》等是当地主要的地方性媒体。

## 友好城市
截至2024年9月，拉沙佩勒圣吕克共与一座城市建立了友好城市关系：
- 德国 内卡比绍夫斯海姆